# Plebejus modica
Plebejus modica är en fjärilsart som beskrevs av Ruggero Verity 1935. Plebejus modica ingår i släktet Plebejus och familjen juvelvingar. Inga underarter finns listade i Catalogue of Life.